# San José de Chiquitos
San José de Chiquitos, llamada localmente solo San José, es un pequeño pueblo y municipio de Bolivia, capital de la provincia de Chiquitos ubicada en el departamento de Santa Cruz. Fue fundada como pueblo de misión en el año 1697.
El municipio tiene una superficie de 22.634,79 km², y cuenta con una población de 28.922 habitantes (según el Censo INE 2012) y se encuentra a una altitud de 280 m s. n. m. El pueblo jesuítico de San José de Chiquitos exporta café, toronjas, manzanas, zapallos, bananas, entre otros alimentos.
Está situado en plena Chiquitania a 265 kilómetros por ferrocarril, al este de la ciudad de Santa Cruz de la Sierra, también se puede llegar por la carretera pavimentada que es parte del corredor bioceánico a tres horas de Santa Cruz. A dos kilómetros de San José, en las orillas del arroyo Sutó, fue fundada por primera vez la ciudad de Santa Cruz de la Sierra. Actualmente forma parte del parque nacional Histórico Santa Cruz La Vieja.

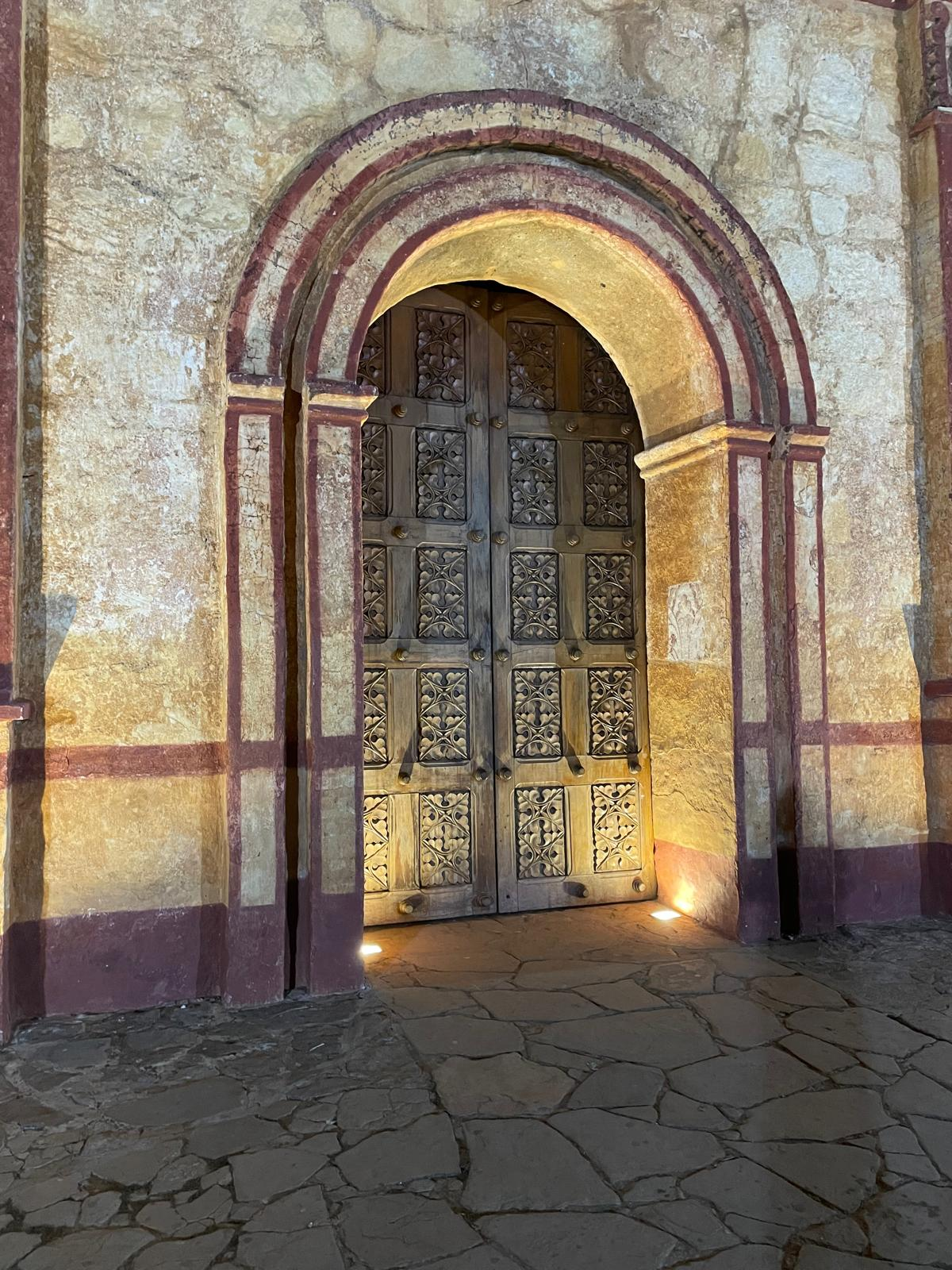
Puerta de ingreso principal de la Iglesia de San José de Chiquitos.

## Historia

### Parque Nacional Histórico Santa Cruz La Vieja
A aproximadamente 2 km al sur del pueblo de San José, en la Carretera Chiquitos-Paraguay, empieza el área protegida de este parque que abarca una superficie de 17 080 hectáreas, que incluyen el sitio de la primera fundación de Santa Cruz de la Sierra.
Aquí se conserva el trazado original de la antigua ciudad a orillas del arroyo El Sutó, que llegó a tener cerca de 32 manzanas en forma de damero, y al centro una plaza de armas. Geográficamente, el territorio del parque corresponde a la Sierra Chiquitana, presentando un paisaje ondulado con cursos de ríos intermitentes y lagunas temporales.
Al sur se distingue la zona más elevada la serranía de El Riquío, con cadenas de montañas de baja altura y de disposición paralela. Hay también una amplia llanura, con pendiente de sur a norte. La vegetación que predomina es la de las sabanas arbustivas: al sur, chaparral espinoso, característico del Chaco y, al norte, especies maderables del bosque subhúmedo.
Entre los mamíferos se encuentra una diversidad de especies de la fauna chaqueña, como el jaguar, tatú, jochi,  urina, taitetú, el pejichi  y el oso bandera, además de numerosas especies de aves y reptiles. Este paso por San José permite constatar que el parque nacional Histórico Santa Cruz La Vieja, bajo responsabilidad de la Gobernación, cuenta actualmente con acceso pavimentado y con oficinas para los guardaparques.
Actualmente se puede visualizar lo que fueran las bocacalles de la plaza principal y el templo de Santa Cruz de la Sierra la vieja, fundada el 26 de febrero de 1561. En el lugar exacto de la fundación se encuentra una réplica de la cruz original que plantó el capitán extremeño Ñuflo de Chaves, que bautizó este suelo con el nombre de su ciudad natal, Santa Cruz de la Sierra.

### Misión jesuítica
Un siglo después del abandono de la primera Santa Cruz de la Sierra en 1590, surgiría en un lugar cercano el 19 de marzo de 1697 la misión de San José de Chiquitos, convirtiéndose en el tercer pueblo fundado como misión de aborígenes "chiquitanos" por la Compañía de Jesús en el territorio de las Misiones de Chiquitos, bajo la dirección de los padres Felipe Suárez y Dionisio de Ávila.

## Geografía
El municipio ocupa la parte central de la provincia Chiquitos, al centro del departamento de Santa Cruz. Limita al norte con los municipios de San Miguel de Velasco y San Rafael de Velasco de la provincia Velasco, al este con el municipio de San Matías de la provincia Ángel Sandóval y el municipio de Roboré, al sur con el municipio de Charagua de la provincia Cordillera, y al oeste con el municipio de Pailón.
La topografía es irregular, presentando serranías, llanuras, bosque amazónico y chaco.
La ciudad de San José de Chiquitos tiene una altura de 297 m s. n. m., pero el municipio presenta una elevación media de 600 m s. n. m., con variaciones que van desde los 500 hasta los 800 m s. n. m. Las partes altas corresponden principalmente a las serranías de San Lorenzo, San José y San Diablo, ubicadas al norte del municipio. Los principales ríos son el Parapetí, San Miguel y la Laguna Concepción, con aguas ricas en recursos piscícolas y sin contaminación.

## Clima
El clima de San José de Chiquitos puede ser clasificado como clima tropical de sabana (Aw), de acuerdo con la clasificación climática de Köppen.
San José de Chiquitos presenta un clima subhúmedo seco, su temperatura media es de 25,4.ºC (temperatura máxima de 32° en noviembre y mínima de 16.º en junio). Tiene una precipitación pluvial de 1.024,2 mm, su humedad relativa media es de 68%. La temperatura máxima histórica registrada en San José de Chiquitos fue de 44,1 °C, ocurrida el 8 de noviembre de 2023.

## Demografía
De acuerdo con el censo boliviano de 2024, la población del municipio de San José de Chiquitos es de 40 961 habitantes.
La población del municipio casi se triplicó entre 1992 y 2024:
| Año  | Habitantes (municipio) | Habitantes (localidad) | Fuente |
| ---- | ---------------------- | ---------------------- | ------ |
| 1992 | 14.318                 | 8.483                  | Censo  |
| 2001 | 16.599                 | 9.211                  | Censo  |
| 2012 | 28.922                 | 11.874                 | Censo  |
| 2024 | 40.961                 |                        | Censo  |

## Economía
Sus principales actividades económicas son la ganadería, el turismo y la agricultura de subsistencia. Actualmente el turismo se está potenciando a lo largo de la ruta misional con el fin de motivar tanto a turistas nacionales como extranjeros a conocer los templos jesuíticos, distinguiéndose el de San José por ser el único construido a base de piedra y cal. En la actualidad todos estos templos han sido restaurados y presentan una muestra de la rica historia misional.
El ganado bovino del municipio es vendido a empresas que comercializan carne. Una parte de la población trabaja en el transporte público, construcción y como peones. Los productores son campesinos, empresarios y colonos menonitas, éstos cuentan con una excelente producción de queso, madera aserrada, material de construcción, soya y maíz.

## Turismo
El Turismo de San José de Chiquitos abarca una amplia gama de actividades atractivos para disfrutar de este misional y jesuítico pueblo. Es un destino turístico que se está posicionando como gastronómico.
- Conjunto Misional Jesuítico: Templo y Espacio Cultural
- Parque Nacional Histórico Santa Cruz La Vieja
- Mirador Ñuflo de Chávez
- Valle de la Luna
- Sendero y Mirador La Montañeta
- Balneario El Sutó
- Pascanas culturales
- Tiendas de artesanías
- Festival Posoka Gourmet[9]
- Ruta Gastronómica SaboreArte Chiquitos:[10] Una propuesta de turismo vivencial que tiene a la gastronomía chiquitana como protagonista.

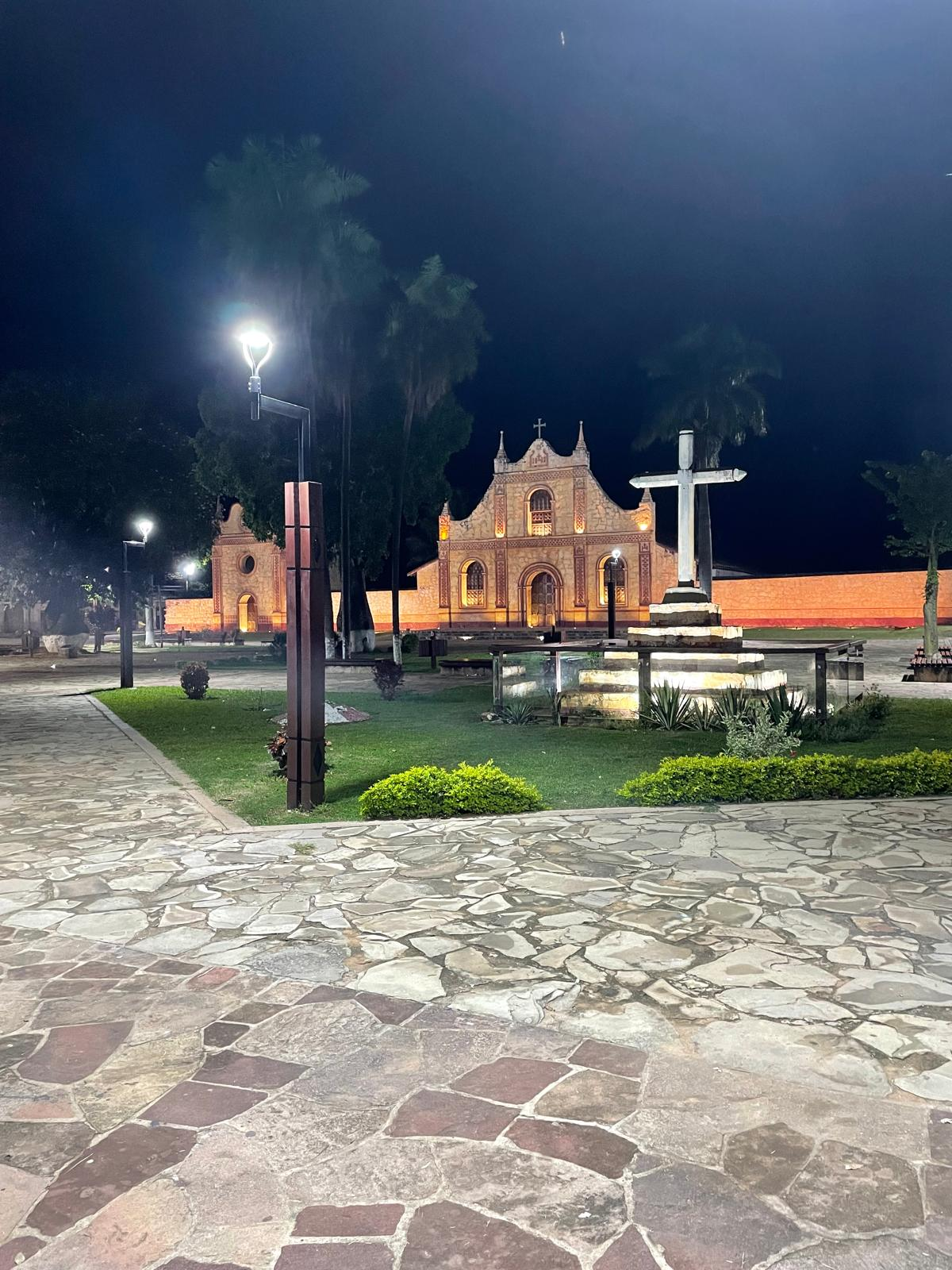
Vista de la plaza principal.

Hay varios hoteles de diferentes categorías: 

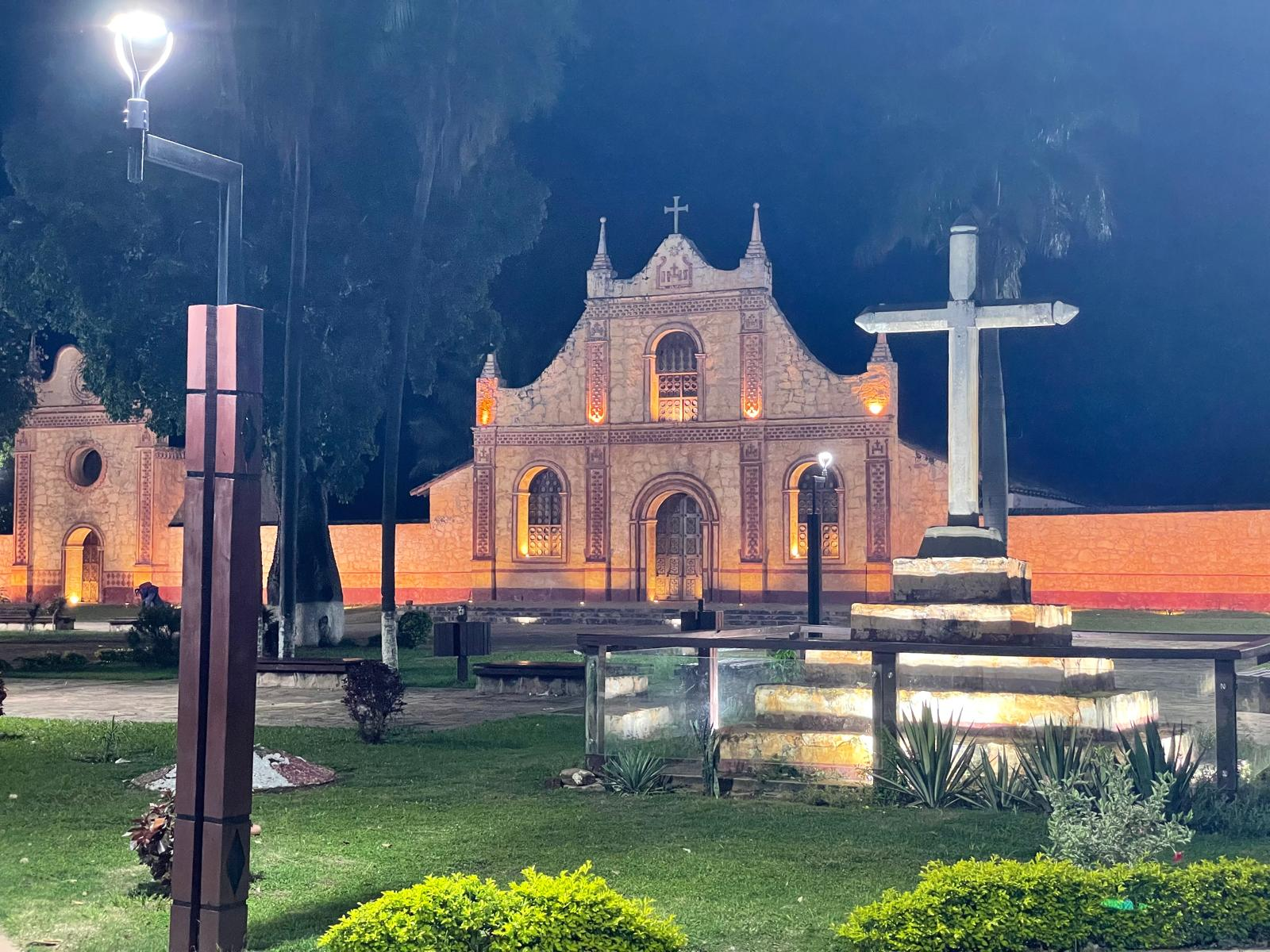
Iglesia de San José de Chiquitos vista nocturna

1. Hotel Misiones de Chiquitos
2. La Villa Chiquitana
3. El Suto Apart Hotel
4. Las Churapas
5. La Casona
6. Iglesia de San José de Chiquitos vista nocturnaMisiones de Chiquitos

## Patrimonio cultural
Esta ciudad es conocida por su templo construido con piedra y cal, declarado por el Gobierno boliviano, junto a los demás templos jesuíticos de la Chiquitanía, Monumento Nacional. También la Unesco, el 12 de diciembre de 1990, lo declaró Patrimonio Cultural de la Humanidad.

## Fiesta
Cada año se realiza la fiesta patronal acompañada de una Feria Exposición tanto ganadera como artesanal. El 1.º de mayo se celebra la fiesta del pueblo en homenaje a su santo patrono San José, es una manifestación cultural religiosa-cristiana muy rica que expresa a través de los diferentes ritos el encuentro de la cultura chiquitana con la religión cristiana; muestra concreta son las danzas, las procesiones y la música barroca chiquitana. Hoy el pueblo con una escuela y orquesta musical compuesta de niños chiquitanos que han recorrido escenarios internacionales interpretando música de grandes maestros, así como también ritmos  vernáculos. 

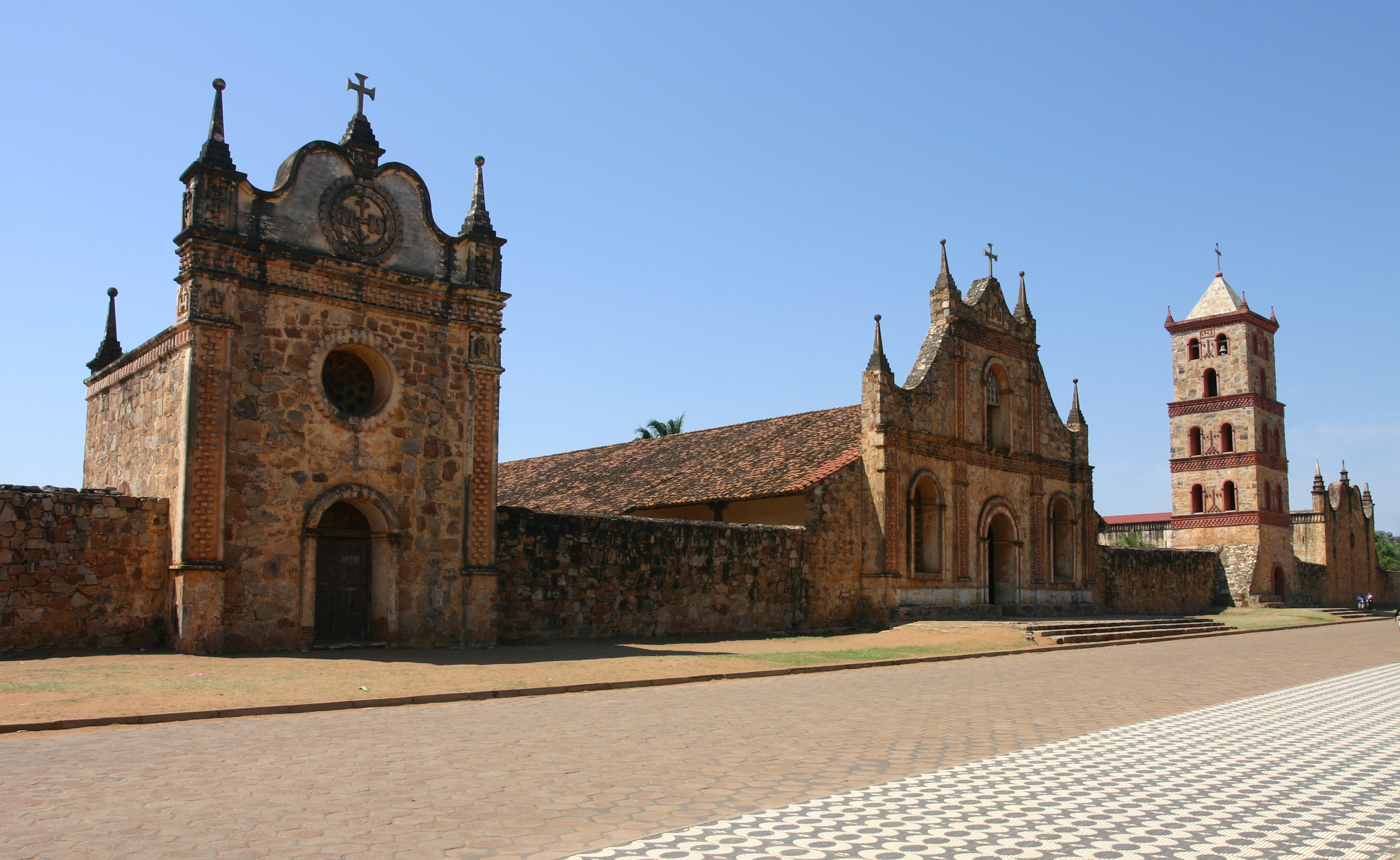
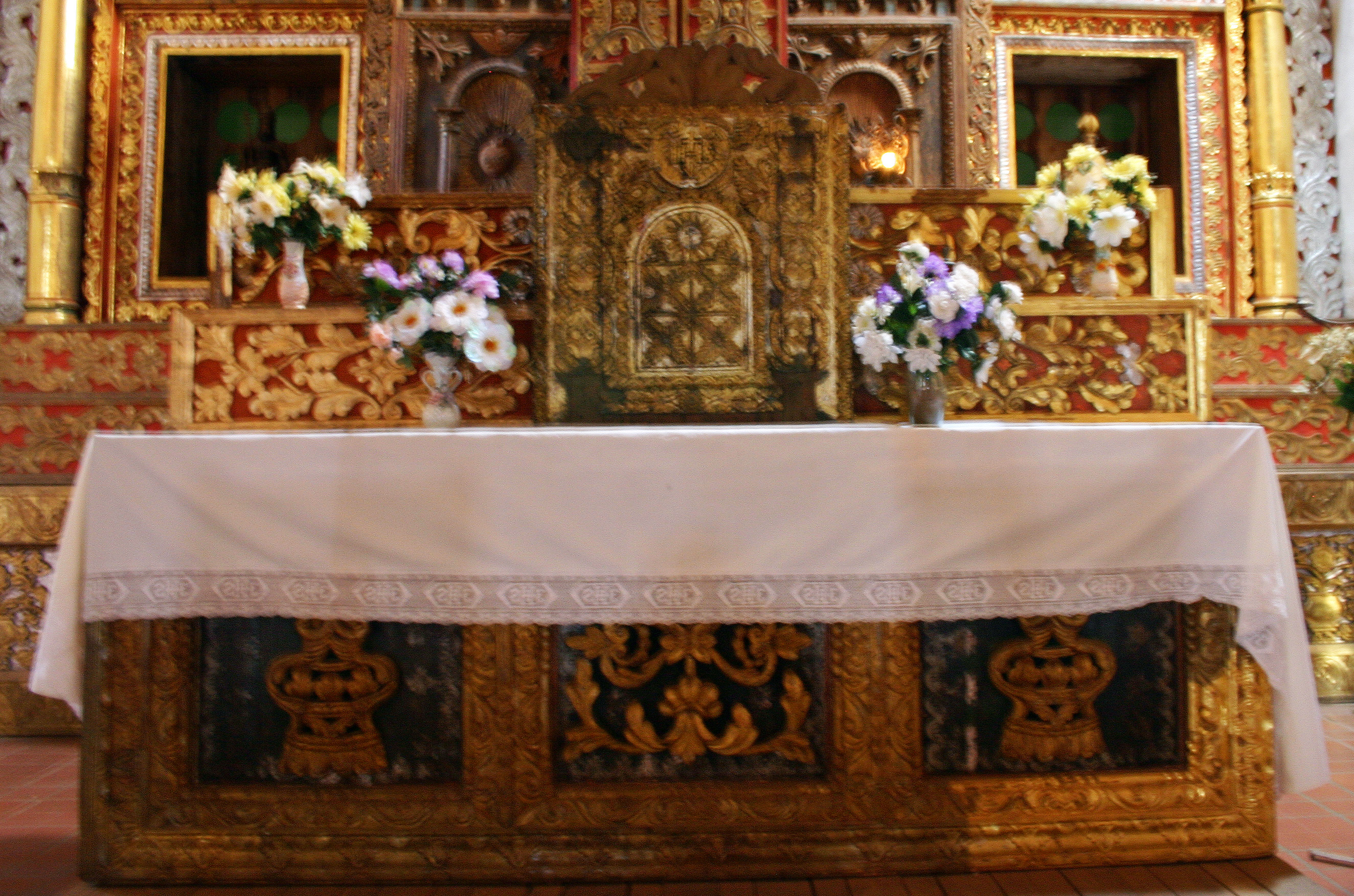
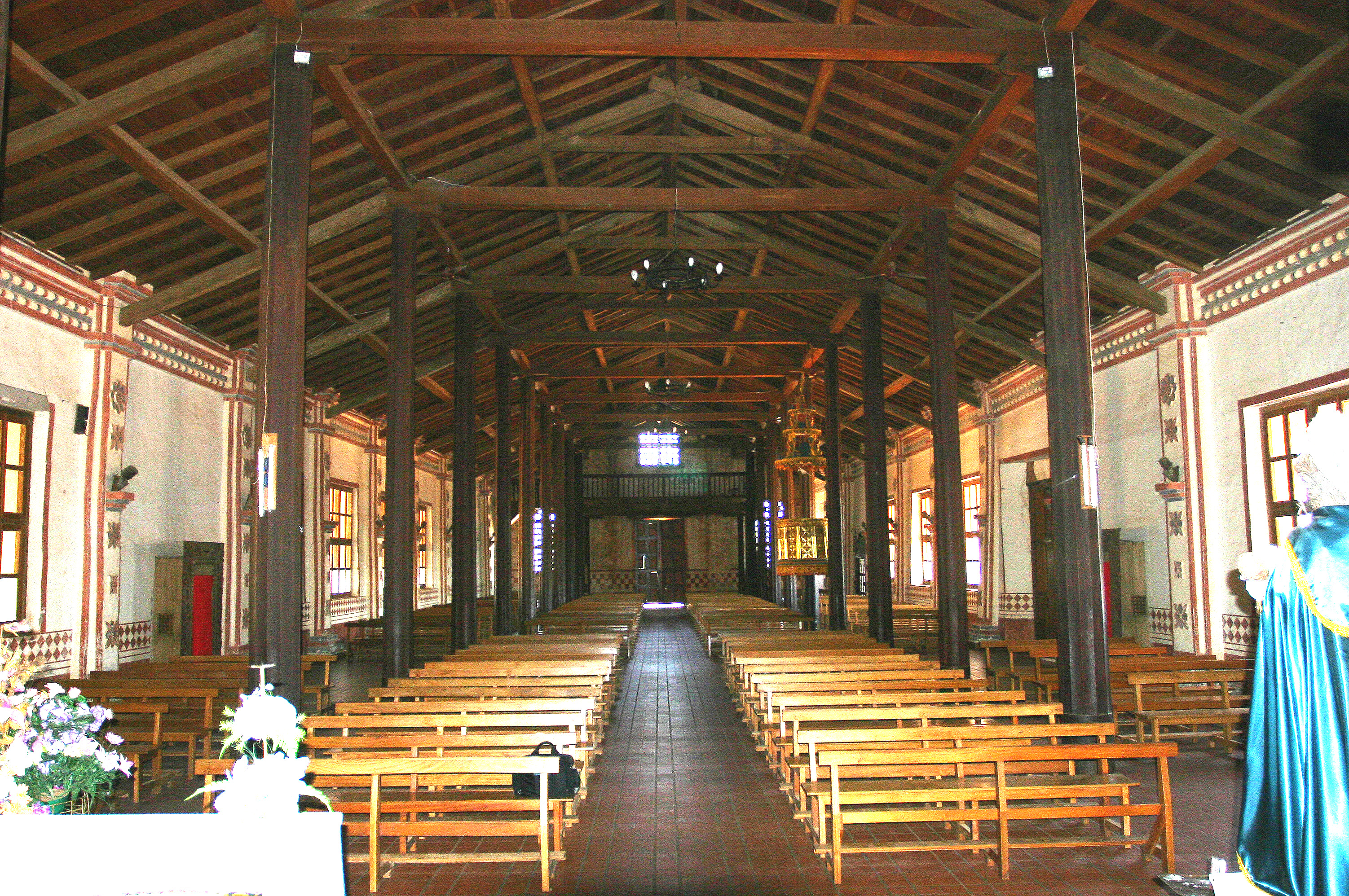
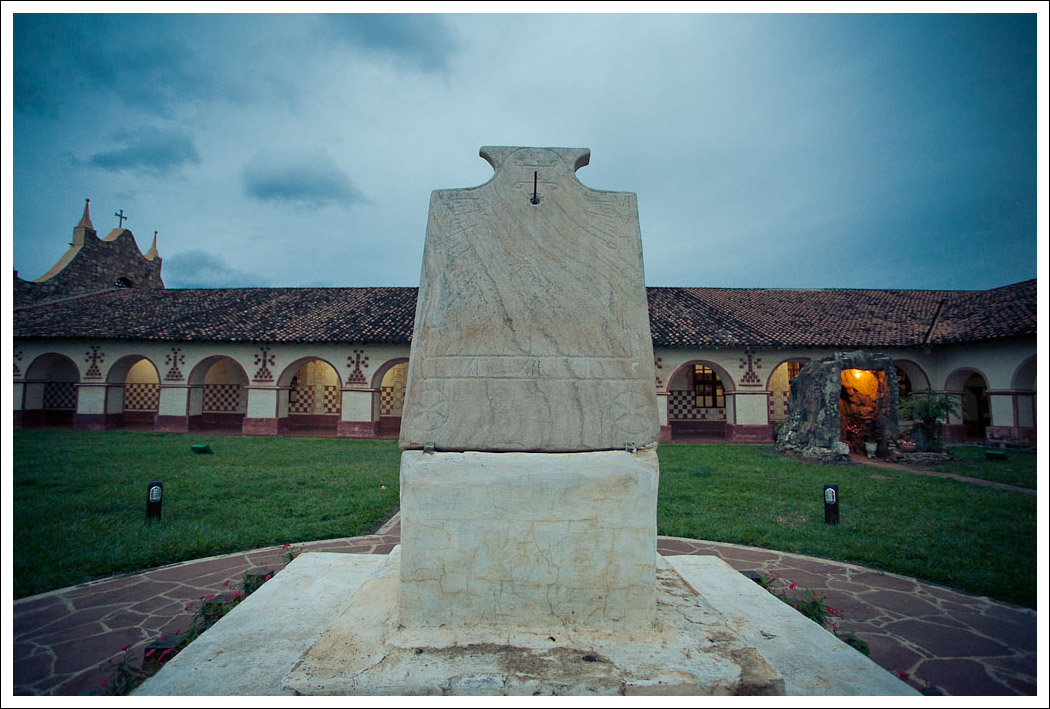
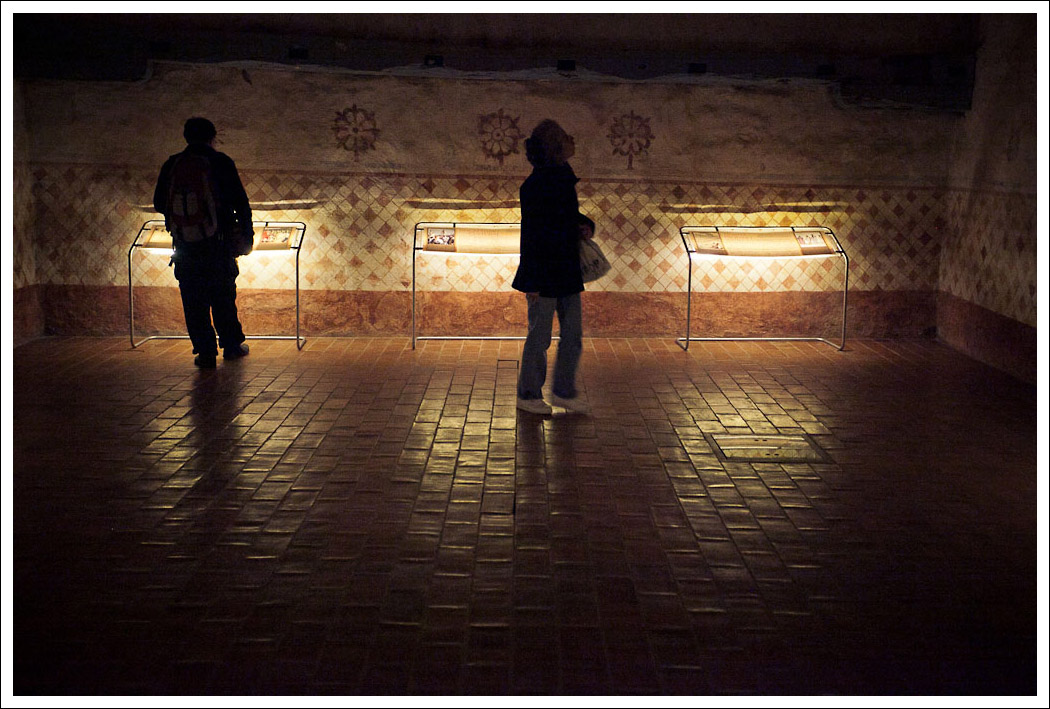